# 아케보노 (열차)
아케보노(일본어: あけぼの)는 동일본 여객철도가 운행했던 임시 침대 특급열차다. 도쿄 우에노역과 아오모리역을 연결했으며, 편도 12시간 정도 걸렸다.
‘아케보노’는 원래 1962년 7월 15일 개통한, 센다이역과 아오모리 역을 오가는 급행열차의 이름이었다. 그 뒤 한동안 다른 이름을 쓰다가, 1970년 7월 1일 우에노와 아오모리를 오가는 열차에 ‘아케보노’라는 이름이 붙었다.
2014년 3월 14일을 마지막으로 정기열차의 운행을 종료하고 임시열차로만 운행하게 되었다.

## 같이 보기
- 블루트레인 (일본)